# Royaume de Redonda
Depuis 1880
Entités précédentes :
Entités suivantes :
- Antigua-et-Barbuda

Le Royaume de Redonda est une ancienne monarchie sud-américaine. Elle se trouvait sur l’île de Redonda, dans l'actuelle Antigua-et-Barbuda, dans les Petites Antilles. Mise en place en 1880, elle se termine en 1967 avec la mort de son second roi. Elle devient alors une micronation littéraire et sa royauté se transmet dans la sphère des lettres pour perpétuer l’héritage littéraire de ses rois.

## Historique
L’île de Redonda est achetée en 1865 par Matthew Dowdy Shiell. D'origine irlandaise, il est négociant et diacre méthodiste dans l'île voisine de Montserrat. Il a voulu célébrer par cette acquisition, la venue de son premier rejeton mâle (9e enfant), né le 21 juillet. En 1872, le gouvernement britannique — sous le règne de la reine Victoria —, intéressé par le phosphate que produit l’île, décide de l’annexer à sa colonie d’Antigua. Le propriétaire de l’île refuse et demande alors le titre de Roi de Redonda pour son fils. La requête aurait été accordée par le British Colonial Office en 1880 (non par la reine Victoria elle-même), et à la condition de ne pas tenter de faire opposition aux intérêts britanniques. Couronné à 15 ans, le jeune roi Matthew Phipps Shiell prend le titre de Felipe Ier, roi de Redonda. Commence alors un règne qui va durer 67 ans.
Le roi poursuit ses études à la Barbade. Le 25 avril 1885 il part en Angleterre et change l’orthographe de son nom, Shiell, pour Shiel. Il ne reviendra jamais à Montserrat. Après avoir été professeur et traducteur, il devient auteur d’histoires fantastiques, ce qui lui vaut l’admiration de nombreux écrivains. Un de ses livres, The purple cloud, sur le thème du dernier homme sur Terre est souvent considéré comme un chef-d’œuvre du roman de science-fiction. En 1932 il se lie d’amitié avec Terence Ian Fytton Armstrong, bibliophile et poète connu sous le pseudonyme de John Gawsworth. Avant de mourir (17 février 1947), il lui transmet son titre royal, la souveraineté de l'île et les droits de son œuvre.
Devenu roi, Gawsworth prend le titre de Juan Ier. Durant toute sa vie, il soutient des écrivains dont Shiel fait partie. En tant que monarque il crée une aristocratie intellectuelle en distribuant des titres nobiliaires à des auteurs et artistes célèbres. Après la Seconde guerre mondiale, il sombre dans l’alcoolisme. Nécessiteux, il vit de la vente de son importante collection de livres et de manuscrits, ainsi que de son titre royal de Redonda. En 1967, le gouvernement d'Antigua-et-Barbuda réclame la souveraineté de l'île. Malgré les nombreuses contestations du roi et de ses partisans, l'île est finalement annexée et Gawsworth conserve son titre de « roi » jusqu'à sa mort. Il meurt à 58 ans, dans un hôpital londonien dans un dénuement total, le 23 septembre 1970.
Après sa mort, c'est Jon Wynne-Tyson qui hérite de son titre. Il est l’un des détenteurs du titre, mais le seul à avoir les droits des œuvres de Matthew Phipps Shiel et de John Gawsworth. À la mort de ce dernier, il prend sa succession. Lassé des problèmes du Royaume, créés par l’incurie de son prédécesseur, il renonce à son titre le 6 juillet 1997, en faveur de l'auteur espagnol, Javier Marías, prétendant au trône de Redonda de 1997 à 2022[réf. nécessaire]. Mais cette succession est contesté par deux autres prétendants, William Leonard Gates et Robert Williamson, qui réclament tous deux le titre de « roi »[réf. nécessaire].
Le 11 septembre 2022, Javier Marías décède à Madrid, laissant le trône vacant. Apparemment, Xavier I a nommé Juan Gabriel Vásquez comme son successeur, même si ce prétendant précise qu'une cérémonie officielle de nomination n'a jamais eu lieu.
En août 2022, l'écrivain espagnol Javier Diéguez s'est rendu sur l'île de Redonda et y a laissé, en hommage à Javier Marías et aux précédents monarques du royaume de Redonda, quelques livres de Javier Marías, M. P. Shiel et Jon Wynne-Tyson. Le livre « Redonda » de Javier Diéguez est un récit de son voyage sur l'île, ainsi qu'un hommage posthume à Javier Marías.

## Liste des Rois de Redonda

### Les premiers rois écrivains
|                                                           | Felipe Ier (21 juillet 1865 - 17 février 1947) | 1880 – 1947 | Couronné à 15 ans, il poursuit ses études à la Barbade. Le 25 avril 1885 il part en Angleterre et change l’orthographe de son nom, Shiell, pour Shiel. Il ne reviendra jamais à Montserrat. Après avoir été professeur et traducteur, il devient auteur d’histoires fantastiques, ce qui lui vaut l’admiration de nombreux écrivains. Un de ses livres, The purple cloud, sur le thème du dernier homme sur Terre est souvent considéré comme un chef-d’œuvre du roman de science-fiction. En 1932 il se lie d’amitié avec Terence Ian Fytton Armstrong, bibliophile et poète connu sous le pseudonyme de John Gawsworth. Avant de mourir (17 février 1947), il lui transmet son titre royal et les droits de son œuvre. |
|                                                           | Juan Ier (29 juin 1912 - 23 septembre 1970)    | 1947 – 1967 | Il est né à Londres le 19 juin 1912. Durant toute sa vie, il soutient des écrivains dont Shiel fait partie. En tant que monarque il crée une aristocratie intellectuelle en distribuant des titres nobiliaires à des auteurs et artistes célèbres. Après la guerre, il sombre dans l’alcoolisme. Nécessiteux, il vit de la vente de son importante collection de livres et de manuscrits, ainsi que de son titre royal de Redonda. Il meurt à 58 ans, dans un hôpital londonien dans un dénuement total, le 23 septembre 1970. |
| Trône Vacant de 1967 à 1970 (due à l'annexion de Redonda) |                                                |             | |
|                                                           | Juan II 6 juillet 1924 - 26 mars 2020          | 1970 – 1997 | Écrivain et éditeur, né en 1924. Il est l’un des détenteurs du titre, mais le seul à avoir les droits des œuvres de Matthew Phipps Shiel et de John Gawsworth. À la mort de ce dernier, il prend sa succession. Lassé des problèmes du Royaume, créés par l’incurie de son prédécesseur, il abdique de sa charge le 6 juillet 1997, en faveur de l'auteur espagnol, Javier Marías. |

### Prétendants au trône
Avertissement : Ayant vendu à plusieurs reprises son titre royal, la succession de Gawsworth est confuse et crée la polémique. L’héritage du royaume s’étant transmis jusque-là d’une manière implicite, par les liens de la littérature, la suite de cet article poursuit cette démarche. Cependant, un paragraphe présente d'autres personnes qui déclarent avoir accédé au trône par des voies différentes.

#### Prétendants directs
- Juan II - Jon Wynne-Tyson, 1970-1997.

Écrivain et éditeur, né en 1924. Il est l’un des détenteurs du titre, mais le seul à avoir les droits des œuvres de Matthew Phipps Shiel et de John Gawsworth. À la mort de ce dernier, il prend sa succession. Lassé des problèmes du Royaume, créés par l’incurie de son prédécesseur, il abdique de sa charge le 6 juillet 1997, en faveur de l'auteur espagnol, Javier Marías.
- Xavier I - Javier Marías, 1997-2022

L'écrivain accepte de perpétuer la légende du royaume et d'être l'exécuteur testamentaire littéraire des œuvres de Shiel et de Gawsworth. À partir de 1999, le titre de duc est accordé en hommage à diverses personnalités. Entre autres :
- - Pedro Almodóvar, duc de Trémula.
  - Pierre Bourdieu, duc du Déracinement.
  - William Boyd, duc de Brazzaville.
  - Pietro Citati, duc de la Remontrance.
  - Francis Ford Coppola, duc de Megalopolis.
  - Frank Owen Gehry, duc de Nervión.
  - Antonio Lobo Antunes, duc des Crocodiles.
  - Winfried Georg Maximilian Sebald, duc du Vertige.

Dans le but de défendre le legs littéraire du royaume, Javier Marías a créé sa propre maison d’édition, Reino de Redonda (Royaume de Redonda), spécialisée dans la littérature fantastique.

Le Prix Reino de Redonda a été institué en 2001 pour distinguer annuellement l'œuvre d’un auteur ou d’un cinéaste étranger à la langue espagnole. L'Anglais et le Castillan étant les langues officielles du royaume, il est impératif que l'œuvre écrite ou filmée soit traduite ou sous-titrée dans ces deux langues. Ce prix, attribué en avril, est accompagné d’une somme de 3 000 €. En outre, le titre de duc ou de duchesse est octroyé au lauréat.
- Ont été récompensés :
  - 2001 : le romancier sud-africain, John Maxwell Coetzee, duc de Deshonra.
  - 2002 : l'historien anglais, Sir John Huxtable Elliott, duc de Simancas.
  - 2003 : l'écrivain italien, Claudio Magris, duc de Seconde Main.
  - 2004 : le cinéaste français, Éric Rohmer, duc de Olalla et du Rayon vert.
  - 2005 : la romancière canadienne, Alice Munro, duchesse de l’Ontario.
  - 2006 : l'écrivain américain, Ray Bradbury, duc de dent de Lion.
  - 2007 : l'essayiste et philosophe britannique, George Steiner, duc de Gérone.
  - 2008 : l'écrivain et philosophe italien, Umberto Eco, duc de l'île du jour d'avant.
  - 2009 : l'essayiste et historien français, Marc Fumaroli, duc de Houyhnhnm.
  - 2010 : l'écrivain français, Milan Kundera, duc d'Amarcord.

À la mort de Xavier Ier, le 11 septembre 2022, aucun successeur au titre de roi de Redonda n'as été désigné par ce dernier.

#### Autres prétendants
- King Leo - William Leonard Gates, 1989.

Il dit que Juan I abdiqua le 20 octobre 1966 en léguant son titre à Arthur John Roberts qui prit la couronne le 17 février 1967 sous le nom de Juan II. En avril 1970, Gawsworth a laissé des instructions pour que son héritage littéraire ainsi que celui de Matthew Phipps Shiel soit administré par son ami John Wynne-Tyson. Juan II abdique le 26 octobre 1989. William Gates accède au trône en reconnaissant l'écrivain, Javier Marías comme possesseur et exécuteur des droits littéraires. La cour vit à Londres.
- King Robert the Bald (Robert le chauve) - Robert Williamson, 1997.

Il fait sa demande de succession à John Wynne-Tyson. Il dit, qu’en réponse, il lui a fait parvenir une lettre où il le désigne comme son héritier. Avec son voilier basé à Antigua, il se tourne vers le tourisme en proposant des croisières vers Redonda, des souvenirs et divers produits.